# E45 (Dänemark)
Die E45 ist eine Europastraße in Dänemark, die mitten durch Jütland verläuft und Frederikshavn mit Deutschland verbindet. Auf der deutschen Seite wird die Strecke als Bundesautobahn 7 weitergeführt. Die Straße ist 353 Kilometer lang und bis auf ein kleines Stück in Frederikshavn als Autobahn ausgebaut.